# 開発大道駅
開発大道駅（かいはつだいどう-えき）は中華人民共和国遼寧省瀋陽市鉄西区に位置する瀋陽地下鉄1号線の駅である。

## 駅構造
島式ホーム1面2線の地下駅で、ホームドア設置駅。出口はA・B・Cの3箇所ある。
のりば
駅西側から、
| ■1号線 | 張士・十三号街方面             |
| ■1号線 | 瀋陽駅・青年大街・黎明広場方面 |

## 駅周辺
- 鴻訊物流
- 瀋陽建設機械総公司
- 瀋陽潤金銷售服務中心
- 人民法院法警大隊

## 歴史
- 2010年9月27日 - 開業。

## 隣の駅
瀋陽地下鉄
■1号線
張士駅 - 開発大道駅 - 于洪広場駅